# لسانسیون-دو-پاتاپدیا، کبک
لسانسیون-دو-پاتاپدیا (به فرانسوی: L'Ascension-de-Patapédia) شهری در منطقه شهری آوینیون ناحیه گاسپزی-ایل-دو-لا-مادلن در استان کبک کانادا است. در سرشماری سال ۲۰۱۱ این شهر ۲۱۸ نفر جمعیت داشته‌است و مساحت آن ۹۵٫۳۸ کیلومتر مربع است.